# (3557) Сокольский
(3557) Сокольский (лат. Sokolsky) — типичный астероид главного пояса, открыт 19 августа 1977 года советским астрономом Николаем Черных в Крымской астрофизической обсерватории и 12 сентября 1992 года назван в честь советского и российского астронома Андрея Сокольского.

## Обнаружение и именование
(3557) Сокольский
Открыт 19 августа 1977 года в Научном Н. С. Черных.
Назван в честь директора Института теоретической астрономии в Санкт-Петербурге Андрея Георгиевича Сокольского, известного своими работами по теории периодических и квазипериодических решений гамильтоновых систем. Как основатель и исполнительный директор Международного института проблем астероидной опасности, активно участвует в нынешнем международном интересе к астероидам, сближающимся с Землей.
Оригинальный текст (англ.)3557 Sokolsky
Discovered 1977-08-19 by Chernykh, N. at Nauchnyj.
Named in honor of Andrej Georgievich Sokolskij, director of the Institute of Theoretical Astronomy in St. Petersburg, known for his work on the theory of periodic and quasiperiodic solutions of Hamiltonian systems. As founder and executive director of the International Institute for Problems of the Asteroid Hazard he is much involved in the current international interest in Near-Earth asteroids.
Источники: DISCOVERY.DB; M.P.C. 20835.

## Орбита

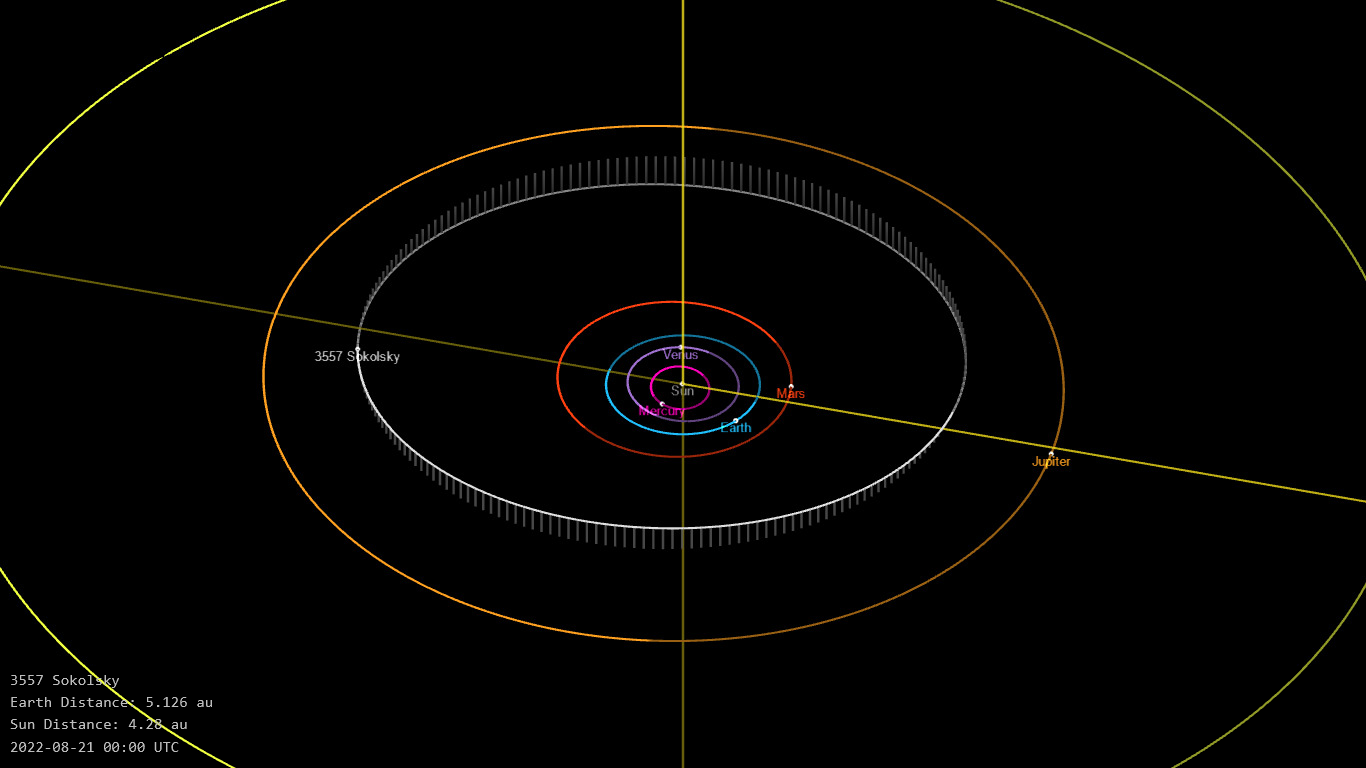
Орбита астероида Сокольский и его положение в Солнечной системе

## Физические характеристики
Астероид относится к таксономическому классу P.
По результатам наблюдений в инфракрасном диапазоне спутника Akari диаметр астероида оценивался равным 39,49±1,12 км. Согласно тому же источнику альбедо оценивается как 0,055±0,003.